# 横山藏人
横山 藏人（横山 蔵人、よこやま くらんど、1951年 - ）は、日本の政治家。

## 人物・来歴
福島県出身。父は元福島県議会議員の横山直二郎。国士舘大学政経学部卒業後、1987年（昭和62年）福島県議会議員初当選（連続当選4回）。自由民主党に所属し、県議会総務常任委員長等を歴任するも、自民党県議会会派の分裂騒動の責任を取って離党し、2003年（平成15年）の県議選には不出馬。同年末の浪江町長選に出馬し現職を大差で破るが、再選を目指した2007年（平成19年）12月の町長選では落選した。
2021年、旭日小綬章受章。
参議院議員の岩城光英、荒井広幸の盟友としても知られ、元福島県知事の佐藤栄佐久からは遠ざけられていた。